# Cassidinidea korpie
Cassidinidea korpie är en kräftdjursart som beskrevs av Bruce 1994. Cassidinidea korpie ingår i släktet Cassidinidea och familjen klotkräftor. Inga underarter finns listade i Catalogue of Life.